# Sphecomyrma freyi
Sphecomyrma freyi Wilson & Brown, 1967 è una specie di formica estinta, appartenente alla sottofamiglia Sphecomyrminae. Venne rinvenuta nell'ambra del New Jersey (Stati Uniti) e visse durante il Turoniano (Cretacico Superiore).